# Порожки (Зубцовский район)
Порожки — деревня в Зубцовском районе Тверской области. Входит в состав Зубцовского сельского поселения.

## География
Находится в южной части Тверской области на расстоянии приблизительно 1 км на север от западной части районного центра города Зубцов на правом берегу Волги.

## История
Деревня была отмечена еще на карте 1825 года. В 1859 году здесь (территория Зубцовского уезда Тверской губернии) было учтено 11 дворов в деревне Верхние Порожки и 1 двор в сельце Нижние Порожки, в 1941 — 22 (снова единый населенный пункт). Ныне имеет дачный характер.

## Население
Численность населения: 86 и 8 человек в деревне Верхние Порожки и в сельце Нижние Порожки соответственно (1859 год), 0 как в 2002 году, так и в 2010.